# مرد ترنس

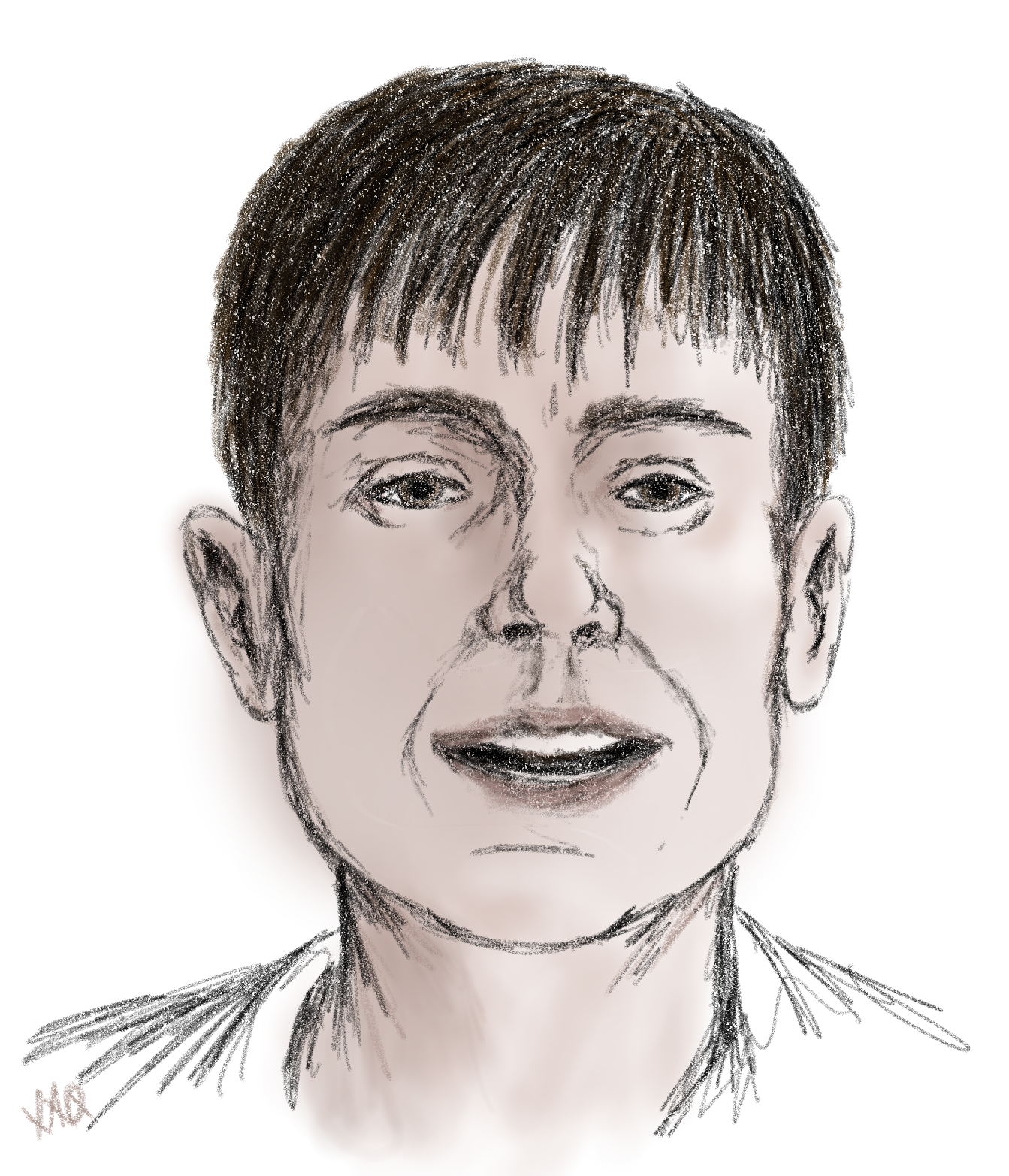
الیوت پیج یک مرد ترنس نان باینری و بازیگر

مرد ترنس (به انگلیسی: trans man) به فردی گفته می‌شود که جنسیت انتسابی زمان تولد او مؤنث بوده است ولی بعداً خود را مرد هویت‌یابی می‌کند. این افراد در مراحل گذار جنسیت خود ممکن است دست به آشکارسازی بزنند، نام و پوشش خود در جامعه را تغییر دهند یا در مواردی از آشفتگی جنسیتی نیازمند مداخلات پزشکی مثل هورمون‌درمانی یا جراحی تطبیق و بازتایید جنسیت باشند تا به هویت جنسیتی خود نزدیک شوند.
مردان ترنس ممکن است دگرجنس‌گرا، همجنس‌گرا، دوجنس‌گرا، چندجنس‌گرا، همه‌جنس‌گرا یا بی‌جنس‌گرا باشند.

## واژه‌شناسی
در گذشته عبارت زن به مرد (FTM) به جای مرد ترنس استفاده می‌شد که امروز این عبارت منسوخ و توهین‌آمیز شمرده می‌شود. مرد ترنس ترکیب صفت ترنس و مرد است که به مرد غیر هم‌سوجنسی اشاره دارد.

## گذار جنسیت
گذار جنسیت فرایند هم‌سوکردن ویژگی‌های جنسی فرد با هویت جنسیتی است. که روش‌های مختلفی برای آن وجود دارد:
- گذار اجتماعی: آشکارسازی، تغییر نام، تغییر پوشش و …
- گذار حقوقی: تغییر نام در اسناد حقوقی و مدارک شناسایی و تغییر نشانگر جنسی (در ایران این اقدام برای کسانی که جراحی نکرده‌اند مشکل است)
- گذار پزشکی: هورمون‌درمانی جایگزین و جراحی تطبیق و بازتایید جنسیت

### دریافت هورمون جنسی جایگزین
می‌توان گفت اصلی‌ترین نیاز پزشکی مردان ترنس مصرف هورمون تستوسترون است، هورمون‌درمانی مردانه‌سازی می‌تواند صفات ثانویه جنسی منتسب به مردان را در مردان ترنس بوجود آورد. در برخی موارد از آشفتگی جنسیتی شدیدتر، ممکن است این مداخلات با جراحی تطبیق و بازتایید جنسیت همراه شود.

### جراحی‌های تطبیق و بازتایید جنسیت
جراحی‌های تطبیق و بازتایید جنسیت برای مردان ترنس شامل: ماستکتومی، تخمدان‌برداری، متودیوپلاستی، واژینکتومی، فالوپلاستی، اسکروتوپلاستی و هیسترکتومی است.
مردان ترنس لزوماً تمام جراحی‌های بالا را انجام نمی‌دهند و ممکن است فردی هیچ، همه یا بعضی از اقدامات را انجام دهد.